# Mitsubishi G3M
Mitsubishi G3M foi um bombardeiro utilizado pelo Japão durante a Segunda Guerra Mundial. Chamado "Nell" pelos Aliados, acumulou um grande número de missões bem-sucedidas no início da Segunda Guerra Sino-Japonesa. Porém, sem um bom substituto, o G3M tornou-se obsoleto e o Japão acabou por sofrer grandes perdas.
Com o primeiro voo em 1935, o "Nell" deu à Força Aérea Imperial Japonesa meios de lançar-se no Pacífico. A variante que entrou em serviço em 1937 foi o G3M1. As 34 aeronaves desse modelo foram suplantadas por 993 aviões finais do G3M2, com motores mais potentes e maior capacidade de combustível.
Alguns modelos foram modificados para aviões de transporte L3Y armados.

## Ficha técnica
- Origem: Japão
- Tipo: Bombardeiro de ataque médio
- Tripulação: 7 (G3M2)
- Propulsão: 2 motores radiais de 14 cilindros
- Peso: 4.965 kg (vazio)
- Capacidade máxima 8.000 kg
- Velocidade máxima: 373 km/h
- Ascensão: 3.000m em 8 minutos e 19 segundos
- Alcance: 4.380 km
- Dimensões: 25 m de envergadura; 16,45 m de comprimento; 3,69 m de altura
- Armamento: um canhão móvel de 20 mm na torre dorsal; uma metralhadora móvel de 7,7 mm na torre dorsal retrátil; uma metralhadora de 7,7 mm em cada posição da longarina e provisão para uma metralhadora de 7,7 mm no cockpit.
- Carga de bomba: 800 kg